# Колумбийско-французские отношения
Колумбийско-французские отношения — двусторонние дипломатические отношения между Колумбией и Францией. Государства являются полноправными членами Организации Объединённых Наций (ООН), Организации экономического сотрудничества и развития и Всемирной торговой организации.

## История
Первый контакт между Францией и территорией современной Колумбии состоялся в мае 1697 года во время рейда на Картахену, который стал успешной атакой французов на укрепленный город Картахена в рамках Войны Аугсбургской лиги. В начале XVIII века многие французские исследователи побывали на Карибском побережье Колумбии и в заливе Ураба. Однако, Колумбия не была территорией для массовой иммиграции французов. Всего примерно 200 французских граждан иммигрировали в Колумбию в период с 1843 по 1851 год .
Во время войны за независимость Колумбии против Испании многие французские подданные сражались в войне за Колумбию против испанских войск. 1 января 1830 года Колумбия и Франция установили официальные дипломатические отношения. Франция стала важной культурной и интеллектуальной моделью для колумбийской элиты и правящих классов XIX века.
В сентябре 1964 года президент Франции Шарль де Голль нанес официальный визит в Колумбию, став первым главой французского правительства, посетившим эту южноамериканскую страну. Во время своего визита президент Шарль де Голль встретился с президентом Колумбии Гильермо Леоном Валенсией.
С 2000-х годов правительство Франции решительно поддерживало инициативу по гуманитарному обмену между РВСК-АН и правительством Колумбии. Кроме того, французское правительство активно участвовало в содействии освобождению Ингрид Бетанкур, имеющей двойное колумбийско-французское гражданство.
В январе 2017 года президент Франции Франсуа Олланд осуществил визит в Колумбию, первый за 25 лет после визита президента Франсуа Миттерана. В том же году государства отметили Год Франции и Колумбии, который ознаменовал собой год культурных мероприятий, прославляющих наследие обеих наций. В июне 2017 года президент Колумбии Хуан Мануэль Сантос осуществил визит во Францию, чтобы принять участие в праздновании Года Франции и Колумбии, и встретился с президентом Франции Эмманюэлем Макроном.
В июне 2019 года президент Колумбии Иван Дуке Маркес отправился в Париж, чтобы обсудить колумбийский мирный процесс и продолжающийся кризис в Венесуэле, а также рост миграции граждан Венесуэлы в Колумбию.
Колумбия является 5-м крупнейшим получателем помощи «French Development Agency» в целях развития в мире (и крупнейшим в Америке). Большая часть помощи идет на мероприятия, которые непосредственно способствуют постконфликтному развитию Колумбии и развитию сельских районов.

## Визиты на высоком уровне
Из Колумбии во Францию:
- Президент Андрес Пастрана Аранго (2001 год);
- Президент Альваро Урибе Велес (2008 год);
- Президент Хуан Мануэль Сантос (2011, 2014, 2015, 2017 годы);
- Президент Иван Дуке Маркес (2018, 2019 годы).

Из Франции в Колумбию:
- Президент Шарль де Голль (1964 год);
- Президент Франсуа Миттеран (1985, 1989 годы);
- Президент Франсуа Олланд (2017 год).

## Двусторонние соглашения
Между государствами подписано несколько двусторонних соглашений, таких как: Соглашение о культурных обменах (1952 год); Соглашение о воздушном транспорте (1953 год); Соглашение о научно-техническом сотрудничестве (1963 год); Соглашение о культурном сотрудничестве (1979 год); Соглашение о сотрудничестве между университетами (1996 год); Соглашение о военно-техническом сотрудничестве (1996 год); Соглашение по уголовным делам и взаимной правовой помощи (1998 год); Соглашение о взаимном привлечении и защите инвестиций (2014 год); Соглашение об избежании двойного налогообложения и предотвращении уклонения от уплаты налогов в отношении налогов на прибыль и имущество (2015 год); Соглашение о программе отпусков и работы (2016 год); Соглашение о финансовом сотрудничестве (2016 год); Соглашение о сотрудничестве в области туризма (2017 год); и Соглашение о сотрудничестве в области окружающей среды и природных ресурсов (2019 год).

## Дипломатические миссии
- Колумбия имеет посольство в Париже[11].
- У Франции есть посольство в Боготе[12].